# Louis de Rostolan
Pour les articles homonymes, voir Rostolan.
 (septembre 2023).
Louis de Rostolan, né le 31 juillet 1791 à Aix-en-Provence où il est mort le 2 décembre 1862, est un général et homme politique français, titré comte romain  par bref pontifical du 7 septembre 1855, titulaire en 1854 de la médaille militaire et nommé Grand-croix de la Légion d'honneur en 1856.

## Biographie
Fils de Louis Hyacinthe Elzéar Rostolan, trésorier de France au bureau des finances en la généralité d'Aix, et de Thérèse Polixène Fournier, il est né à Aix-en-Provence le 31 juillet 1791 sous le patronyme "Rostolan". Il est autorisé par jugement du Tribunal civil d'Aix du 10 février 1860 à rectifier son nom en « de Rostolan »[réf. incomplète].
Élève de l'École militaire de Saint-Cyr, il en sort en 1810 et entre dans l'infanterie. Il sert en Espagne sous Napoléon Bonaparte et lors de l'expédition d'Espagne en 1823.
Promu colonel en 1832 et maréchal de camp en 1839, il est nommé commandant de l'École polytechnique en 1844. 
Passé lieutenant général en 1846, il est mis à la retraite après la Révolution française de 1848, puis réintégré et nommé commandant du département de l'Hérault par le prince-président. Il fut nommé gouverneur de Rome le 7 août 1849 par le maréchal Oudinot après la prise de la ville par les troupes françaises.  
Il est nommé sénateur le 31 décembre 1852 et commandant de la 9e division militaire à Marseille.

## Décorations

### Décorations françaises
- Chevalier l'ordre de Saint-Louis
- Grand-croix de la Légion d'honneur (1856)
- Titulaire de la Médaille militaire (15 juillet 1854)[5].

### Décorations étrangères
- Comte romain héréditaire par bref pontifical du 7 septembre 1855[6], autorisé à titre personnel en France par décret impérial du 21 juin 1859[7]. F. de Saint-Simon et E. de Séréville écrivent: « Mort en 1862 sans postérité, le général, selon le bref, pouvait transmettre son titre à son neveu Marie-Mitre-Balthazar de Rostolan, mais à titre personnel seulement »[8]
- Grand-croix de l'ordre de Pie IX
- Chevalier de l'ordre de Saint-Georges des Deux-Siciles
- Grand-officier de l'ordre du Nichan
- Commandeur de première classe de l'ordre de la Tour et de l'Épée
- Commandeur de l'ordre des Saints-Maurice-et-Lazare
- Commandeur de l'ordre du Médjidié